# Нурліно
Ну́рліно (рос. Нурлино, башк. Нөрлө) — село (у минулому присілок) у складі Уфимського району Башкортостану, Росія. Входить до складу Ніколаєвської сільської ради.
Населення — 1892 особи (2010; 1622 у 2002).
Національний склад:
- татари — 80 %